# Dagon fontus
Dagon fontus är en fjärilsart som beskrevs av Hall 1928. Dagon fontus ingår i släktet Dagon och familjen praktfjärilar. Inga underarter finns listade i Catalogue of Life.